# Partia Socialiste e Shqipërisë
Partia Socialiste e Shqipërisë (Albaniens Socialistiske Parti) er et socialdemokratiskt/socialliberalt parti. Det er det største parti og regeringsparti i Albanien. Ved det seneste parlamentsvalg i 2013 fik partiet 65 pladser i Albaniens parlament (Kuvendi i Shqipërisë), som i alt har 140 pladser. Partiet har flere gange tidligere haft regeringsmagten siden enpartistaten blev opløst i 1991. Partiet er det største parti i koalitionen Alliancen for et europæisk Albanien (ASHE). Ved valget fik koalitionen 57,63% af stemmerne mod Partia Demokratike e Shqipërisë 39,46%. Herved genvandt partiet regeringsmagten, som den mistede i 2005.
Albaniens Socialistiske Parti er skabt fra det tidligere Partia e Punës e Shqipërisë (Albaniens Arbejderparti). Ved stiftelsen i 1991 ændrede man ideologi til socialdemokratisme. Fatos Nano var partiets første leder og han reformerede det gamle kommunistparti og gjorde det til medlem af Socialistisk Internationale.
Fatos Nano blev 1 september 2005 afløst af den nuværende partileder Edi Rama, som tidligere var borgmester i Tirana.

## Parlamentsvalg

### Mandater i parlamentet
| År   | %      | Mandater | Totalt antal mandat |
| ---- | ------ | -------- | ------------------- |
| 1992 | 23,7%  | 38       | 140                 |
| 1996 | 20,4%  | 10       | 140                 |
| 1997 | 31,6%  | 101      | 155                 |
| 2001 | 41,4%  | 73       | 140                 |
| 2005 | 39,4%  | 42       | 140                 |
| 2009 | 40,85% | 66       | 140                 |
| 2013 | 41,36% | 65       | 140                 |

## Regeringsledere fra partiet
- Fatos Nano
24. juli 1997 til
2. oktober 1998 og
31. juli 2002 til
11. september 2005
- Pandeli Majko
2. oktober 1998 til
29. oktober 1999 og
22. februar 2002 til
31. juli 2002
- Ilir Meta
29. oktober 1999 til
22. februar 2002
- Edi Rama
siden 10. september 2013